# All My Demons Greeting Me as a Friend
All My Demons Greeting Me as a Friend is het debuutalbum van de Noorse singer-songwriter en producer AURORA. Het album kwam uit op 11 maart 2016 en bereikte twee weken later de 17e plaats in de Nederlandse Album Top 100.
Het bekendste lied van het album is Runaway, dat ook is terug te vinden op AURORA's debuut-ep Running with the Wolves. Hoewel Runaway reeds in februari 2015 werd uitgebracht, werd het pas in het voorjaar van 2021 een wereldhit, nadat het populair was geworden op het socialemediaplatform TikTok.

## Tracklist
| Titel                       | Schrijver(s) | Producer(s)                                           | Duur |
| --------------------------- | --- | ----------------------------------------------------- | ---- |
| Runaway                     | Aurora Aksnes, Magnus Skylstad                                                                                      | Odd Martin, Magnus Skylstad                           | 4:08 |
| Conqueror                   | Geir Luedy, Aurora Aksnes, Odd Martin, Magnus Skylstad                                                              | Odd Martin, Magnus Skylstad                           | 3:27 |
| Running With The Wolves     | Aurora Aksnes, Michelle Leonard, Nicolas Rebscher                                                                   | Odd Martin, Magnus Skylstad, Nicolas Rebscher         | 3:14 |
| Lucky                       | Aurora Aksnes, Odd Martin                                                                                           | Odd Martin, Magnus Skylstad                           | 4:13 |
| Winter Bird                 | Aurora Aksnes, Jonny Wright                                                                                         | Odd Martin Skålnes, Magnus Skylstad                   | 4:04 |
| I Went Too Far              | Aurora Aksnes, Magnus Skylstad, Odd Martin Skålnes                                                                  | Magnus Skylstad, Odd Martin Skålnes, Jeremy Wheatley  | 3:27 |
| Through The Eyes Of A Child | Aurora Aksnes, Michelle Leonard, Alf Lund Godbolt                                                                   | Odd Martin Skålnes, Magnus Skylstad, Alf Lund Godbolt | 4:34 |
| Warrior                     | Aurora Aksnes, Michelle Leonard, Alex Knolle, Nicolas Rebscher, Odd Martin Skålnes, Magnus Skylstad, Janis Liphardt | Odd Martin Skålnes, Magnus Skylstad, Jeremy Wheatley  | 3:43 |
| Murder Song (5, 4, 3, 2, 1) | Aurora Aksnes | Magnus Skylstad                                       | 3:20 |
| Home                        | Aurora Aksnes, Tom Hull                                                                                             | Odd Martin Skålnes, Magnus Skylstad                   | 3:32 |
| Under The Water             | Aurora Aksnes, Edvard Erfjord, Henrik Barman Michelsen                                                              | Odd Martin Skålnes, Electric, Magnus Skylstad         | 4:24 |
| Black Water Lilies          | Aurora Aksnes, Magnus Skylstad, Odd Martin Skålnes                                                                  | Magnus Skylstad, Odd Martin Skålnes                   | 4:42 |

| Titel                                          | Schrijver(s)                                       | Producer(s)                                               | Duur |
| ---------------------------------------------- | -------------------------------------------------- | --------------------------------------------------------- | ---- |
| Half The World Away                            | Noel Gallagher                                     | Odd Martin Skålnes, Magnus Skylstad, Royal                | 3:18 |
| Murder Song (5, 4, 3, 2, 1) - Acoustic         | Aurora Aksnes, Odd Martin Skålnes                  | Odd Martin Skålnes, Magnus Skylstad                       | 3:38 |
| Nature Boy - Acoustic                          | Eden Ahbez                                         | Odd Martin Skålnes, Magnus Skylstad, Askjell Solstrand    | 2:59 |
| Wisdom Cries                                   | Aurora Aksnes, Michelle Leonard, Nicolas Rebscher  | Nicolas Rebscher                                          | 4:07 |
| Running With The Wolves (Pablo Nouvelle Remix) | Aurora Aksnes, Michelle Leonard, Nicolas Rebscher  | Pablo Nouvelle, Odd Martin Skålnes, Nicolas Rebscher      | 3:50 |
| I Went Too Far – PWNDTIAC Remix                | Aurora Aksnes, Magnus Skylstad, Odd Martin Skålnes | PWNDTIAC, Magnus Skylstad, Odd Martin Skålnes             | 4:43 |
| Under Stars – Loon Remix                       | Aurora Aksnes, Dan McDougall                       | Mikael Knudsen Kanstad, Dan McDougall, Odd Martin Skålnes | 3:33 |
| Mr. Tambourine Man                             | Bob Dylan                                          | Magnus Skylstad, Odd Martin Skålnes                       | 4:11 |